# Kościół św. Elżbiety z Turyngii w Wiedniu
Kościół św. Elżbiety z Turyngii w Wiedniu (niem. Die Klosterkirche St. Elisabeth von Thüringen in Wien), znany także jako kościół krzyżacki w Wiedniu (niem. Deutschordenskirche) – rzymskokatolicki kościół krzyżacki w Wiedniu, w Austrii.
Kościół należy do Baliwatu Austrii i Południowego Tyrolu Zakonu Szpitala Najświętszej Marii Panny Domu Niemieckiego w Jerozolimie. Przy kościele mieści się klasztor krzyżacki z siedzibą wielkiego mistrza.
Patronką świątyni jest św. Elżbieta z Turyngii – opiekunka zakonu krzyżackiego.

## Lokalizacja
Kościół znajduje się przy Singerstraße, na wiedeńskim Śródmieściu, w pobliżu katedry św. Szczepana.
W administracji kościelnej kościół położony jest na obszarze parafii archikatedralnej św. Szczepana w Wiedniu, w dekanacie miejskim 1, w archidiecezji wiedeńskiej.

## Historia
Kościół w tym miejscu istniał już w XIII w. W większości spłonął on w pożarach miasta, do czasów współczesnych przetrwała jedynie wieża. Obecny kościół pochodzi z końca XIV w. Został konsekrowany w 1395. Od początku swojego istnienia należał do zakonu krzyżackiego. W okresie baroku był przebudowany.
W latach 1864–1868 regotycyzowany. W 1945 poważnie uszkodzony podczas bombardowania. Odrestaurowany w latach 1946–1947.

## Architektura i wyposażenie
Pierwotnie gotycki kościół zbudowany na planie prostokąta, został przebudowany w wydłużony owal w stylu barokowym z elementami architektury postgotyckiej. Od południa ma cztery duże okna.
Nad ołtarzem głównym obraz Tobiasa Pocka przedstawiający Maryję z Dzieciątkiem Jezus, które koronuje św. Elżbietę. Obok umieszczono postacie św. Jerzego i św. Heleny. Nad sceną unoszą się Bóg Ojciec i Duch Święty w towarzystwie aniołów.
Ołtarz główny szafiasty z 1520 wykonany w Mechelen, pierwotnie dla bazyliki Mariackiej w Gdańsku, w Wiedniu od 1864. Widnieją na nim obrazy z życia Chrystusa oraz św. Jan Chrzciciel, św. Agnieszka i św. Anna (patroni fundatora ołtarza Johannesa Cuspiniana i jego dwóch żon).
Ściany zdobi ponad osiemdziesiąt herbów rycerzy zakonu. Jest to związane ze zwyczajem, według którego rycerz wywieszał swój herb w kościele, w którym otrzymał tytuł szlachecki.

## Galeria

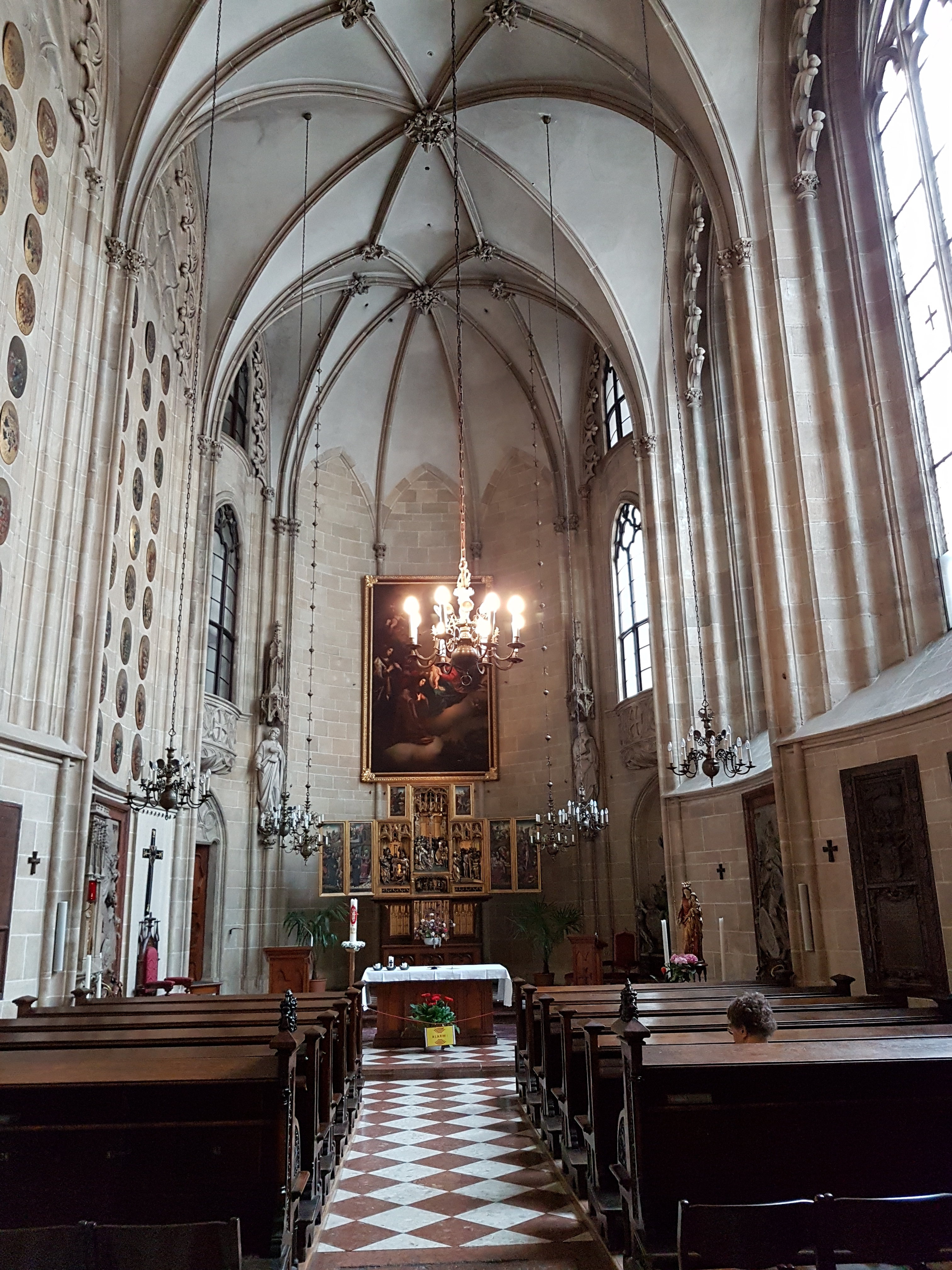
Nawa
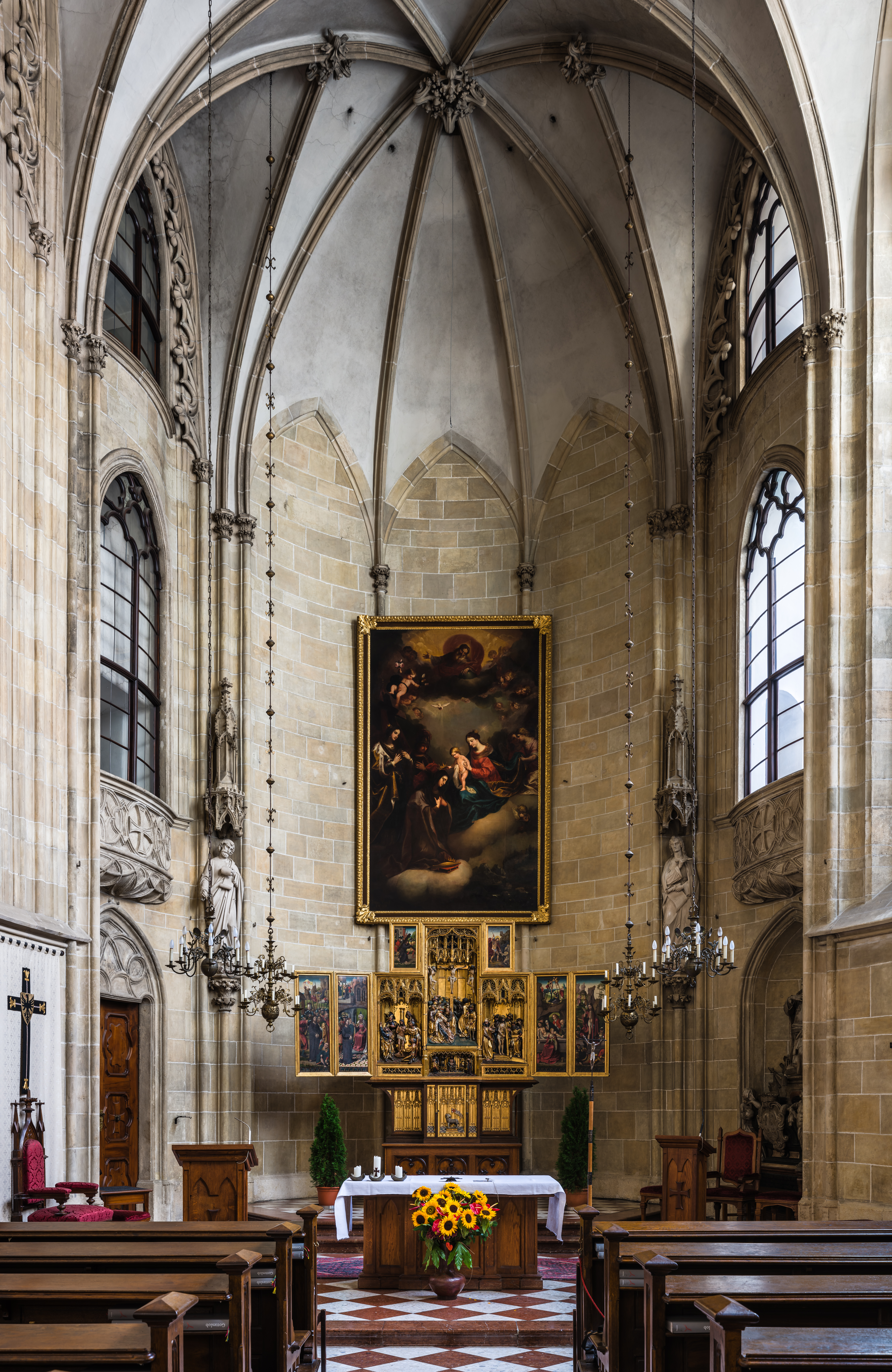
prezbiterium
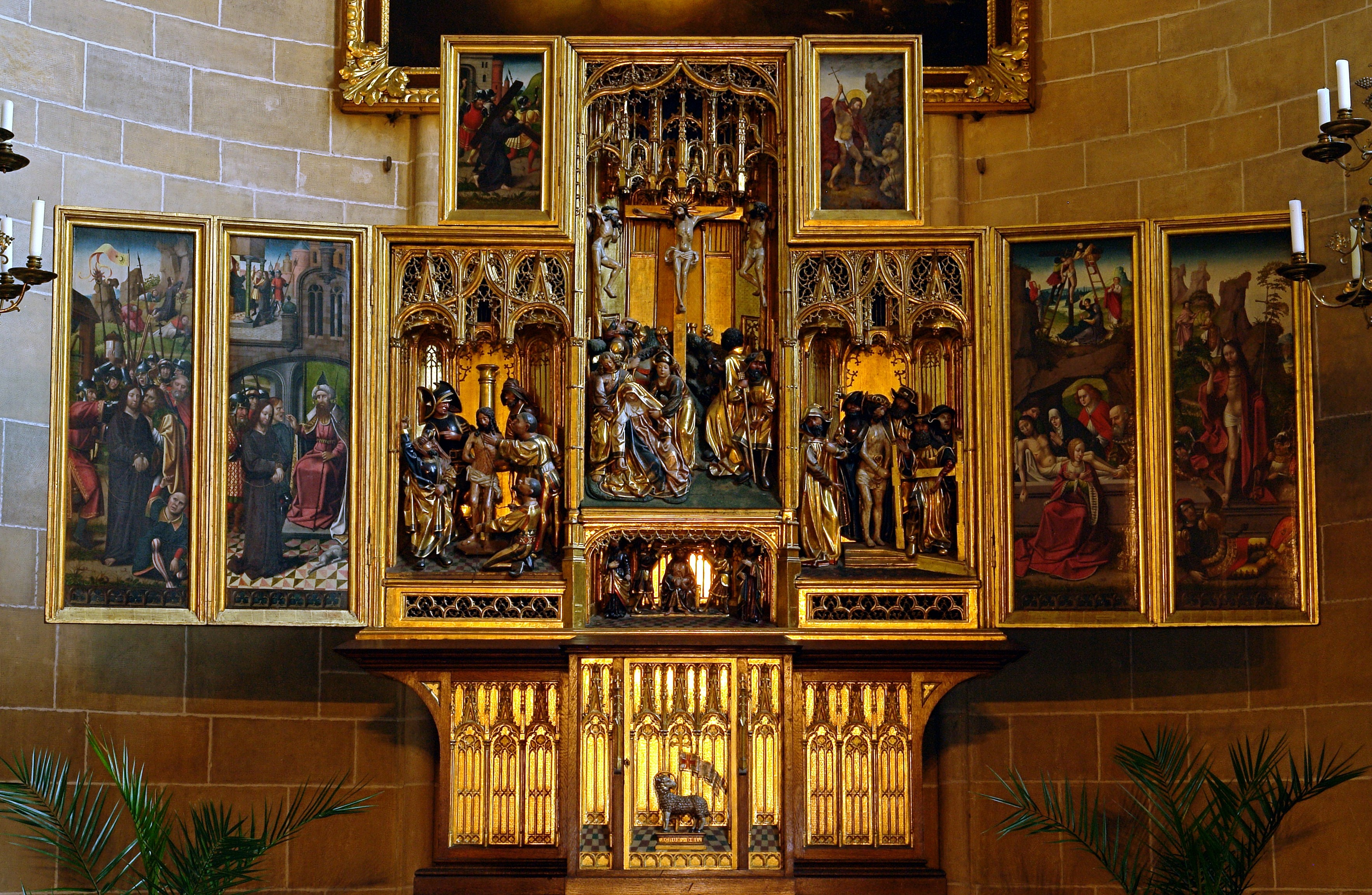
ołtarz główny
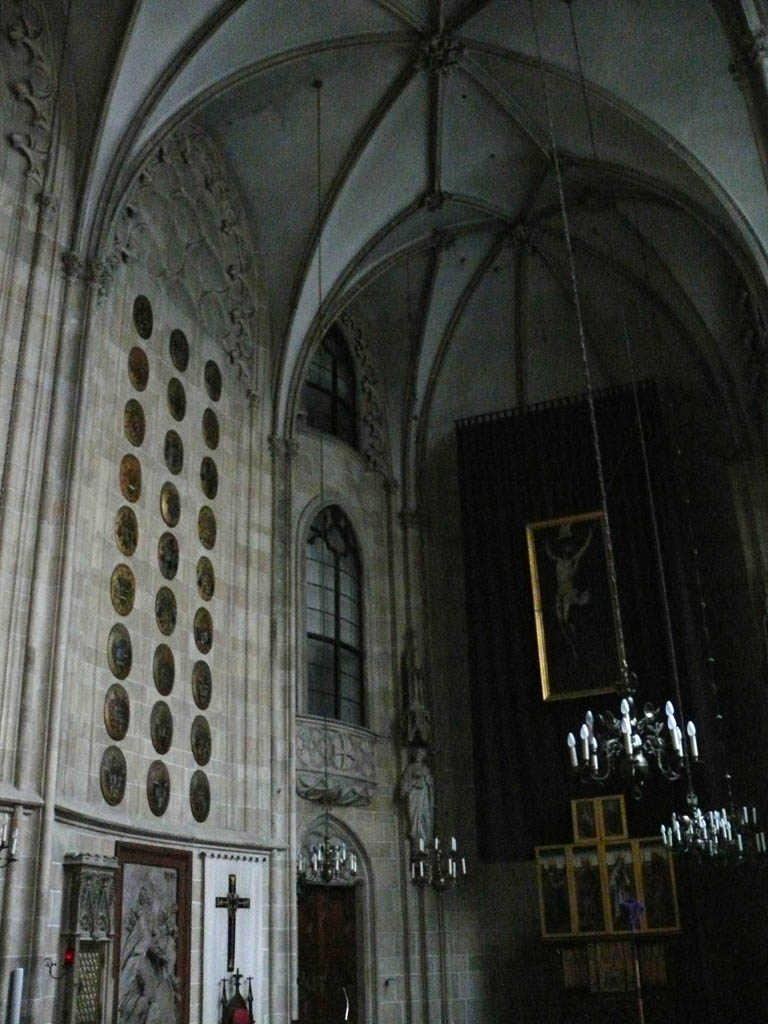
herby rycerskie
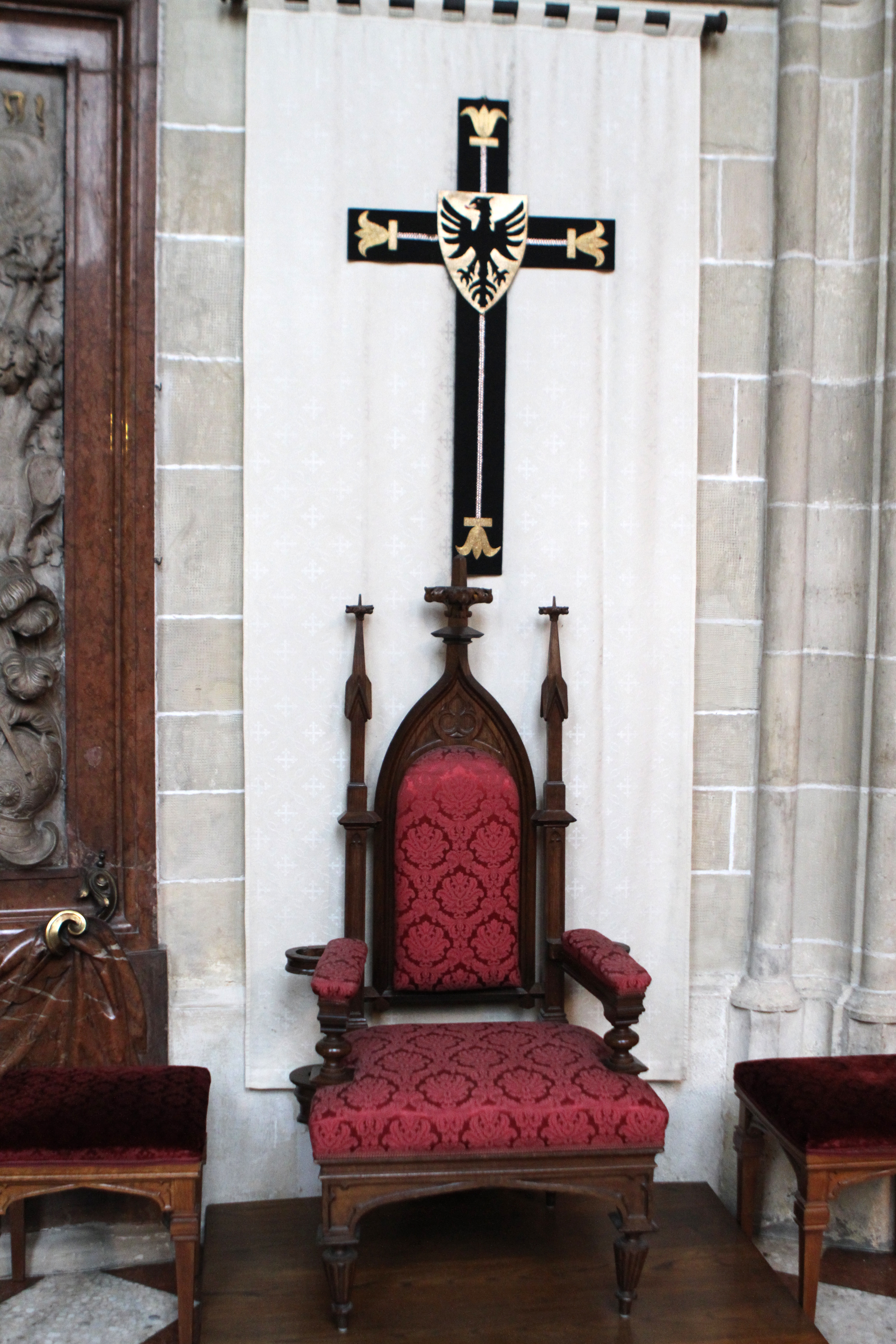
katedra wielkiego mistrza